# Подпорожье (Пудожский район)
Подпоро́жье — посёлок в составе Пудожского городского поселение Пудожского района Республики Карелия.

## Общие сведения
Расположен в 8 км по автодороге к северо-западу от города Пудож, на левом берегу реки Водла. На противоположном берегу от посёлка находится деревня Афанасьевская.

## Население
Численность населения в посёлке в 1989 году составляла 1047 чел.
| 2002 | 2009 | 2010 | 2013 |
| ---- | ---- | ---- | ---- |
| 869  | ↘742 | ↘661 | ↘615 |

## История
О деревне Подпорожье упомянул академик Н. Я. Озерецковский в 1785 году в своей книге «Путешествие по озерам Ладожскому и Онежскому»:

Рѣка Водла судоходна отъ устья своего въ верьхъ на 15 только верстъ до деревни Подпорожья, за которою находится порогъ, которымъ судовой ходъ кончится. Отъ сего порога въ 10 верстахъ лежитъ новой городъ Пудога, до котораго водою подниматься не можно. Въ рѣку Водлу осенью заходятъ изъ озера налимы, изъ коихъ большїе вѣсомъ бываютъ въ пудъ; маленькїе называются тамъ кужары.

В 1957 году в результате укрупнения населённых пунктов в состав посёлка вошла деревня Захарьевская.
8 июля 1934 года постановлением Карельского ЦИК в Подпорожье была закрыта церковь.
В годы Великой Отечественной войны на территории поселка находились лагеря для пленных военнослужащих. После войны строилась как социальная инфраструктура, так и промышленная. На берегу реки были созданы склады ОРСа и хлебозавода. Во время навигации на зиму в них завозились продукты питания для всего района. На берегу реки были построены причалы, куда приставали суда как грузовые, так и пассажирские. В период навигации лес сплавляли по реке Водла.

## Достопримечательности
В посёлке расположена церковь Введения во храм Пресвятой Богородицы, построенная в начале 2000-х годов.

## Известные уроженцы и жители
- Захар Александрович Вторых — крестьянин, участник Русско-японской войны, минёр команды канонерской лодки «Кореец», награждённый знаком отличия военного ордена Святого Георгия 4-й степени за отличие в бою у Чемульпо[9].